# هایلند، شهرستان ورمیلیون، ایندیانا
هایلند (به انگلیسی: Highland) یک منطقهٔ مسکونی در ایالات متحده آمریکا است که در شهرستان ورمیلیون، ایندیانا واقع شده‌است. هایلند ۱۹۱ متر بالاتر از سطح دریا واقع شده‌است.